# Кавасос, Луми
Лус Мари́я «Лу́ми» Кава́сос (исп. Luz María «Lumi» Cavazos; 21 декабря 1968, Монтеррей, Нуэво-Леон, Мексика) — мексиканская актриса

.

## Биография
Рождённая в Монтеррее, Кавасос начала свою актёрскую карьеру в возрасте 15 лет и дебютировала в фильме Бузи Кортес «Секрет де Ромалии» в 1988 году. С тех пор она снялась во многих мексиканских фильмах и телесериалах, а также проделала немалую работу в США, появляясь в телевизионных драмах, а также в роли певицы в фильме «Сахарный город». Иногда Кавасос упоминается как «Росита Луми Кавасос».
Получила награды «Лучшая женская роль» на кинофестивале в Токио и Бразильском фестивале «Грамадо» за её роль Титы в экранизации мексиканского романа Лауры Эскивель «Как вода для шоколада» в 1993 году. Фильм привлёк внимание американских кинокритиков и кинозрителей и способствовал её вступлению в американскую киноиндустрию. Затем она переехала в Лос-Анджелес. Сыграла роль в фильме Уэса Андерсона «Бутылочная ракета».
В 1999—2006 годы Луми была замужем за музыкантом Хосе Альфредо Ранхелем Арройо. У бывших супругов есть две дочери.